# 키스 스마트 (펜싱 선수)
키스 토머스 스마트(영어: Keeth Thomas Smart, 1978년 7월 29일~)는 미국의 전직 펜싱 선수로 주 종목은 사브르이다. 2008년 하계 올림픽에서 남자 사브르 단체전 은메달을 획득했다.